# كريستوفر كلارك
كريستوفر كلارك (بالإنجليزية: Chris Clark) هو مؤرخ العصر الحديث ‏ ومؤرخ أسترالي وبريطاني، ولد في 14 مارس 1960 في سيدني في أستراليا.

## وصلات خارجية
- الموقع الرسمي
- كريستوفر كلارك على موقع IMDb (الإنجليزية)
- كريستوفر كلارك على موقع مونزينجر (الألمانية)